# Liste der Straßennamen in Lissabon/Sacramento
Die Liste der Straßennamen in Lissabon/Sacramento listet Namen von Straßen und Plätzen der ehemaligen Freguesia Sacramento der portugiesischen Hauptstadt Lissabon auf und führt dabei auch die Bedeutungen und Umstände der Namensgebung an. Aktuell gültige Straßenbezeichnungen sind in Fettschrift angegeben, nach Umbenennung oder Überbauung nicht mehr gültige Bezeichnungen in Kursivschrift.

## Straßen in alphabetischer Reihenfolge

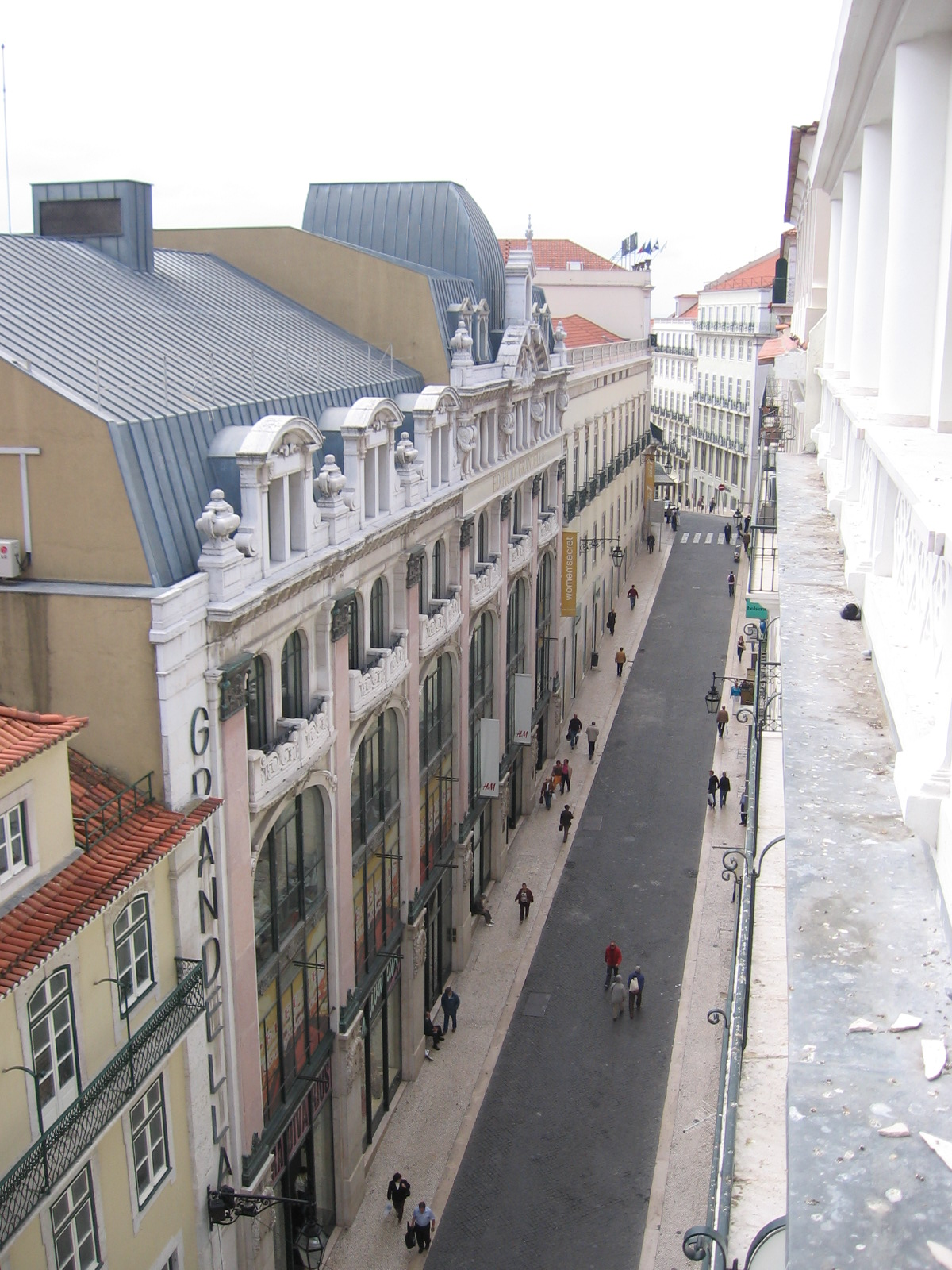
Rua do Carmo

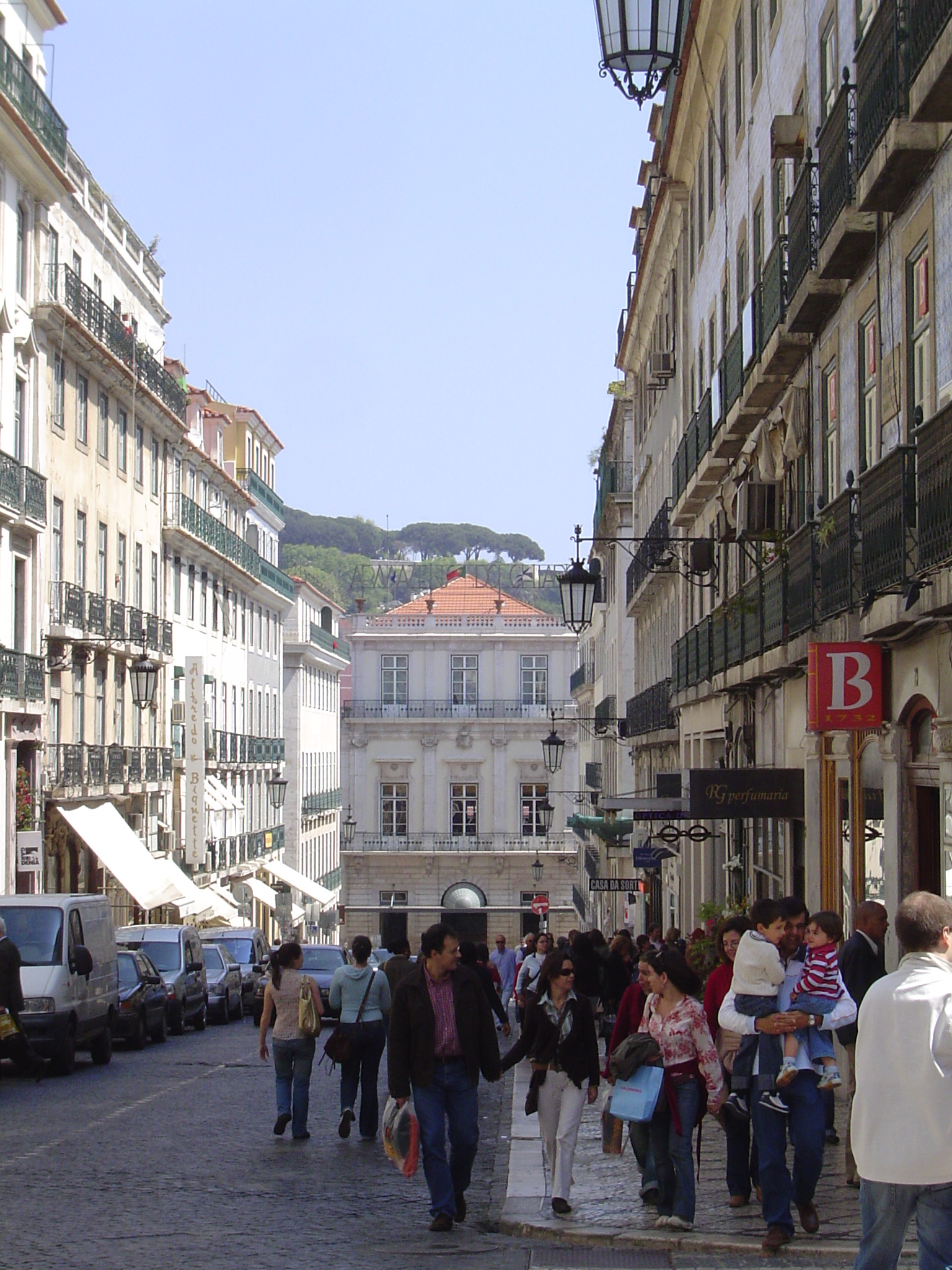
Rua Garrett

- Beco da Ricarda
- Calçada do Carmo
- Calçada do Duque
- Calçada do Sacramento
- Escadinhas da Oliveira
- Escadinhas de João de Deus
- Largo da Trindade
- Largo do Carmo
- Largo do Chiado
- Largo Rafael Bordalo Pinheiro
1915 benannt nach dem Karikaturisten Rafael Bordalo Pinheiro (1846–1905)
- Largo Trindade Coelho
- Rua da Condessa
- Rua da Misericórdia
- Rua de Oliveira ao Carmo
- Rua da Trindade
- Rua do Almirante Pessanha
1925 benannt nach dem genuesischen Seefahrer und Admiral Emmanuele Pessagno (14. Jh.)
- Rua do Carmo
benannt nach dem Karmeliterkonvent
- Rua do Duque
- Rua Garrett
1880 benannt nach dem Schriftsteller Almeida Garrett (1799–1854)
- Rua Nova da Trindade
- Rua Primeiro de Dezembro
1911 benannt mit Bezug auf den 1. Dezember 1640, dem Tag der Wiederherstellung der Unabhängigkeit Portugals von Spanien
- Rua Serpa Pinto
1885 benannt nach dem Afrikaforscher Alexandre de Serpa Pinto (1846–1900)
- Travessa D. Pedro de Menezes
2005 benannt nach dem Adeligen Pedro de Meneses, dem ersten Marquês de Vila Real (1425–1499)
- Travessa da Trindade
- Travessa João de Deus
1917 benannt nach dem Dichter und Pädagogen João de Deus (1830–1896)